# Passion Fish
Passion Fish (Brasil: Tudo pela Vida) é um filme norte-americano de 1992, do gênero drama, dirigido por John Sayles e estrelado por Mary McDonnell e Alfre Woodard.

## Sinopse
May-Alice é uma atriz nova-iorquina de telenovelas que fica paralisada após um acidente de viação. Sem outras alternativas, ela volta para o velho e abandonado lar de sua família, na Louisiana. Lá, May-Alice se embebeda, destrata a todos e se consome em autopiedade. As coisas começam a mudar com a chegada de Chantelle,[enfermeira que tem seus próprios problemas. As duas conseguem se conectar, o que leva a mudanças em suas vidas.

## Principais premiações
| Patrocinador                                            | Prêmio             | Categoria                                                                           | Situação                                                |
| ------------------------------------------------------- | ------------------ | ----------------------------------------------------------------------------------- | ------------------------------------------------------- |
| Academia de Artes e Ciências Cinematográficas           | Oscar              | Melhor atriz (Mary McDonnell) Melhor roteiro original                               | Indicado                                                |
| Associação de Correspondentes Estrangeiros de Hollywood | Golden Globe       | Melhor atriz - drama (Mary McDonnell) Melhor atriz coadjuvante (Alfre Woodard)      | Indicado                                                |
| Film Independent                                        | Independent Spirit | Melhor ator coadjuvante (David Strathairn) Melhor atriz coadjuvante (Alfre Woodard) | Indicado[carece de fontes?] Vencedor[carece de fontes?] |
| Writers Guild of America                                | WGA                | Melhor roteiro original - drama                                                     | Indicado[carece de fontes?]                             |

## Elenco
| Ator/Atriz         | Personagem        |
| ------------------ | ----------------- |
| Mary McDonnell     | May-Alice Culhane |
| Alfre Woodard      | Chantelle         |
| David Strathairn   | Rennie            |
| Vondie Curtis-Hall | Sugar LeDoux      |
| Nora Dunn          | Ti-Marie          |
| Sheila Kelley      | Kim               |
| Angela Bassett     | Dawn / Rhonda     |
| Leo Burmeister     | Reeves            |